# Marcelo Lara
Marcelo Lara (Città del Messico, 5 ottobre 1947) è un ex tennista messicano.

## Carriera
In carriera ha vinto 2 titoli di doppio. Nei tornei del Grande Slam ha ottenuto il suo miglior risultato raggiungendo la finale nel doppio misto all'Open di Francia nel 1974, in coppia con Rosie Darmon.
In Coppa Davis ha disputato un totale di 36 partite, collezionando 23 vittorie e 13 sconfitte.

## Statistiche

### Doppio

#### Vittorie (2)
| Numero | Anno | Torneo                           | Superficie | Compagno             | Avversari in finale                   | Punteggio |
| 1.     | 1973 | Philippine International, Manila | Cemento    | Sherwood Stewart     | Jürgen Fassbender Hans-Jürgen Pohmann | 6–2, 6–0  |
| 2.     | 1975 | Little Rock Open, Little Rock    | Sintetico  | Barry Phillips-Moore | Jeff Austin Charles Owens             | 6–4, 6–3  |